# Hancockia
Hancockia là một chi thực vật có hoa trong họ Lan.